# Filippo Pigafetta
Pour les articles homonymes, voir Pigafetta.
Filippo Pigafetta (né en 1533 à Vicence, mort en 1604 dans la même ville), membre de la famille d’Antonio Pigafetta, est un explorateur, historien et capitaine d’armée italien.

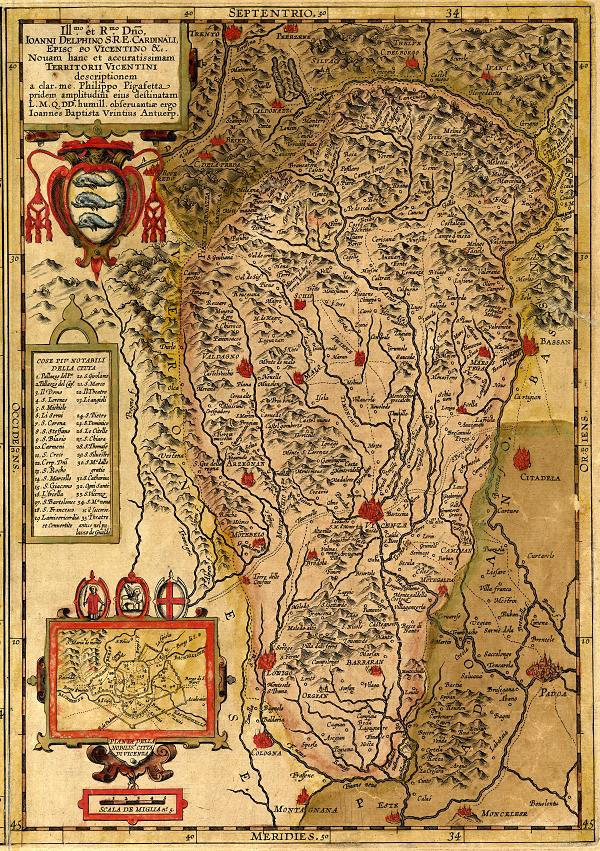
Carte du territoire de Vicence. Apres Filippo Pigafetta, Novam hanc et accuratissima Territorii Vicentini descriptionem, in Abraham Ortelius, Theatro del mondo, Anversa, 1608. Vicenza, Biblioteca Civica Bertoliana.

## Biographie
Dans sa jeunesse, il se consacre à une carrière militaire, devenant ingénieur militaire dans la planification et dans les techniques des fortifications. C'est dans ce cadre qu'il effectue divers voyages en France, en Angleterre, à Chypre, en Crète, en Égypte et en Palestine pour apporter son expérience et apprendre des constructions des autres peuples. Dans ses rapports, on trouve également d'importants comptes rendus purement géographiques. En 1575, il voyage en Égypte, en Palestine, en Asie mineure, à Constantinople, à Malte où il est fait chevalier de l'ordre de Saint-Jean de Jérusalem.
Grand voyageur, ses expéditions les plus notables sont le voyage du Caire au Mont Sinaï en 1577. Il n'a pas visité le Congo mais il recueille les informations à partir de laquelle il publie Le Royaume de Congo & les Contrées environnantes (1591) dont la rédaction est effectuée à partir des notes du frère portugais Duarte Lopez.
Filippo Pigafetta par sa riche personnalité et en incarnant l'idéal humaniste, est placé parmi les esprits les plus distingués d'Italie par Juste Lipse.
Écrivain au multiples curiosités, polyglotte accompli, il a étoffé la littérature italienne de plusieurs traductions importantes : Juste Lipse, Louis de Grenade, Ortelius...
En tant que géographe, il s’intéressait grandement à la question polémique des sources du Nil.
Philippe II, roi d’Espagne, fait appel à ses services pour relever les contours des côtes anglaises pour l’expédition de L'Invincible Armada.
Du fait de sa connaissance de l'Orient et  de son expérience militaire, le Pape Sixte V le charge d'une mission visant à faire du Shah de Perse un allié contre le Sultan Amurat III. De la même manière, il représente le Pape dans les cours européennes afin de rallier les souverain à la croisade que forme Sixte V.
C'est ainsi qu'il est témoin, en 1590, du siège de Paris par Henri de Navarre, événement qu'il relate l'année suivante.
Il devient camérier secret du pape Innocent IX en 1591  puis conseiller intime de Ferdinand Ier de Médicis, grand duc de Toscane.
Sa vie nous est parvenue par sa correspondance avec Giacomo Alvise Cornaro (1547-1603), entretenue durant à peu près trente ans dès 1574.

## Œuvre
- Duarte Lopez et Filippo Pigafetta (trad. Willy Bal, présentation et notes Willy Bal), Le royaume de Congo [Kongo] et les contrées environnantes (1591), Paris, Chandeigne / UNESCO, coll. « Magellane », 2002 (ISBN 978-2-906462-82-3).